# Glenea flava
Glenea flava é uma espécie de escaravelho da família Cerambycidae.  Foi descrito por Karl Jordânia em 1895.